# Barbolla
Barbolla – gmina w Hiszpanii, w prowincji Segowia, w Kastylii i León, o powierzchni 26,13 km². W 2011 roku gmina liczyła 214 mieszkańców.